# Damian Kądzior
Damian Kądzior (* 16. Juni 1992 in Białystok, Polen) ist ein polnischer Fußballspieler.

## Karriere
Kądzior feierte seinen ersten Erfolg 2011, als er mit seinen Teamkollegen die polnische Juniorenmeisterschaft gewann. 
Kądzior hatte sein Debüt als Spieler in der ersten Mannschaft in der Saison 2012/13 bei Jagiellonia in Polen. 2015, als Ausleihspieler beim Erstligisten Dolcan Ząbki, war er eine Schlüsselfigur und erzielte acht Tore in 33 Spielen. Er spielte mehrere Jahre in polnischen Vereinen, bis er in der Saison 2018/19 für eine Ablösesumme von 400.000 Euro von Górnik Zabrze zu Dinamo Zagreb wechselte. 2020 wurde er dort zum Spieler des Jahres gewählt. Nach zwei Jahren in Kroatien wechselte Kadzior für eine Ablösesumme von 2 Millionen Euro zu SD Eibar nach Spanien.
Seit 2018 gehört er der polnischen Nationalmannschaft an.
In der Saison 2020/21 wurde er für 150.000 Euro für eine Saison an Alanyaspor in der Türkei ausgeliehen. Nach dem Leihende wechselte Kądzior zurück nach Polen, wo er für eine Ablösesumme von 500.000 Euro von Piast Gliwice übernommen wurde. Der Vertrag wird voraussichtlich am 30. Juni 2024 auslaufen.